# 総力報道!OBS THE NEWS
『総力報道!OBS THE NEWS』（そうりょくほうどう オービーエス ザ・ニュース）は、2009年3月30日から2010年3月26日まで大分放送（OBSテレビ）で放送されていたローカルニュース番組である（TBS発『総力報道!THE NEWS』の大分県ローカルパート）。

## 概要
19年間半にわたって放送された『OBSニュースライン』の後番組として放送開始。全国版『THE NEWS』の枠内番組（コンプレックス）として、放送開始から半年間は月曜 - 金曜 18:05 - 18:45に放送されていた。出演者とコーナーは『ニュースライン』の末期から継続しており、実際には同番組からタイトルだけを改めた続編という位置付けもできる。
なお、OBSは夕方以外のスポットニュースも含むローカルニュース全体に「OBSニュースライン」という名称を使用していたが、今回の変更に伴って『OBSニュース』（タイトル表記上は「OBS NEWS」、「NEWS」の書体は『THE NEWS』と同じもの」へと移行した。スポーツコーナーはTBSと同時ネットであった『ニュースライン』当時とは異なり、若干遅れての時差ネットとなっていた。
2009年9月28日をもって放送時間が17:50 - 18:40 （実質的には17:50.00 - 18:38.30）に変更された。17:50.00 - 17:50.20 （初期には17:50.30まで）にはヘッドラインを大分から伝え、17:50.20 - 18:00.00 （初期には17:50.30から）には『イブニングワイド』の「きょうのニュース」コーナーを同時ネットし、18:00.00以降は大分のニュースを伝えていた。なお、この日をもってオープニングテーマが『THE NEWS』と同様に、山下達郎の「ミューズ」に変更された。
『THE NEWS』の終了に伴い、本番組も2010年3月26日に終了。2010年3月29日からは替わって『OBSイブニングニュース』が放送されている。

## 出演者

### メインキャスター
- 井口尚子（OBSアナウンサー）
- 宮地寛哉（月曜 - 水曜担当、OBS報道部）
- 三重野勝己（木曜・金曜担当、OBSアナウンサー）

### 天気予報担当
- 後藤なぎさ（月曜 - 水曜担当、OBSアナウンサー）
- 小野裕子（木曜・金曜担当、OBSアナウンサー）

## 備考
JNN系列局の一部においては、各ニュース番組にて使用するテロップをTBSと同一デザインのもの（紺・黄を基調）に統一していたが、出演者と見出しテロップに限れば、『OBS THE NEWS』では紺に加えて水色と白を基調とする独自カラーを交えたデザインを採用していた。また、「watch」のコーナーではオレンジと白が基調のオリジナルデザインのテロップを用いていた。
タイトルロゴも他地域の『THE NEWS』とは異なり、水色と白を基調にしていた（番組名変更当時はJNN統一色の紺・黄であったが、3月下旬に現行のタイトルロゴが発表された）。